# Guillaume Briçonnet (1470-1534)
Pour les articles homonymes, voir Guillaume Briçonnet et Briçonnet.
Pour les autres membres de la famille, voir famille Briçonnet.
Guillaume Briçonnet, né en 1470 à Paris, et mort le 24 janvier 1534 au château d’Esmans près de Montereau-Fault-Yonne, est un ecclésiastique français, qui joue un rôle important en France aux débuts de la Réforme.

## Carrière d’ecclésiastique de cour
Fils du cardinal Guillaume Briçonnet, évêque de Saint-Malo puis archevêque de Reims, et de Raoulette de Beaune, il fait ses études théologiques au collège de Navarre. Dès 1489, il est à la tête de l’évêché de Lodève. Il est aumônier d'Anne de Bretagne en 1496 et participe avec son père au couronnement de Louis XII à Reims en 1498.
Bénéficiant de la confiance royale, il est envoyé par Louis XII à Rome en 1507, pour rentrer en grâce auprès du pape Jules II. Il prononce un discours devant le pape et le Sacré Collège qui justifie le roi des accusations de Maximilien d’Autriche. Son père lui cède le bénéfice de l’abbaye de Saint-Germain-des-Prés la même année.
Le nouveau roi François Ier l’envoie en ambassades extraordinaires à Rome, dans les années 1516-17. Il représente le roi dans des discussions avec le pape Léon X sur les modalités d'application du Concordat de Bologne qui régit les particularités de l'Église de France (Gallicanisme).
En tant qu’abbé de Saint-Germain, il montre un grand zèle pour éradiquer les abus, mettre fin aux désordres et revivifier la ferveur, la spiritualité, la règle et la vie monastiques. Dès 1507, il y accueille un des plus grands esprits du temps, Lefèvre d’Étaples, qu’il fréquente depuis 1505. À deux, ils tentent de remédier au dérèglement des mœurs monastiques, ce qui entraîne un procès des moines de Saint-Germain. C’est le même zèle qu’il déploie lorsque le roi lui confie un nouvel évêché.
En 1511, il fait édifier le marché Saint-Germain (Paris).

## Les réformes de l’«école de Meaux»

### Évêque résident
François Ier lui obtient l’élection au diocèse de Meaux, poste où il reste jusqu’à sa mort. Ami et disciple de Jacques Lefèvre d'Étaples, Guillaume Briçonnet résolut de faire prévaloir ses idées morales dans son diocèse. Et, ce qui est inhabituel à cette époque, il décide de vivre dans son diocèse, et abandonne la vie de cour.
Après avoir visité tout le diocèse, il constate que la plupart des curés ne résident pas dans leur paroisse, et que les desservants sont à peine, ou pas formés en théologie. Ils n’ont de plus pas le temps d’enseigner leurs ouailles, les revenus de la paroisse allant aux curés, ils doivent travailler. Les seuls prêcheurs instruits sont les Cordeliers, qui promettent essentiellement l’Enfer aux mauvais chrétiens.
Il cherche à lutter contre la dépravation des mœurs et le relâchement de la discipline ecclésiastique en réformant en profondeur son diocèse dès 1518. Il simplifie le culte, supprime les images et encourage les prédications pour raviver la foi. Il considère son diocèse comme une terre de mission, et le divise en 26 stations de neuf paroisses chacune. Mais, chaque année, il constate l’insuffisance des mesures : plus de la moitié des desservants sont incapables d‘effectuer convenablement la tâche qui leur est assignée. Il décide d’expulser les 53 plus incapables et de former des prêtres.

### Le cénacle de Meaux

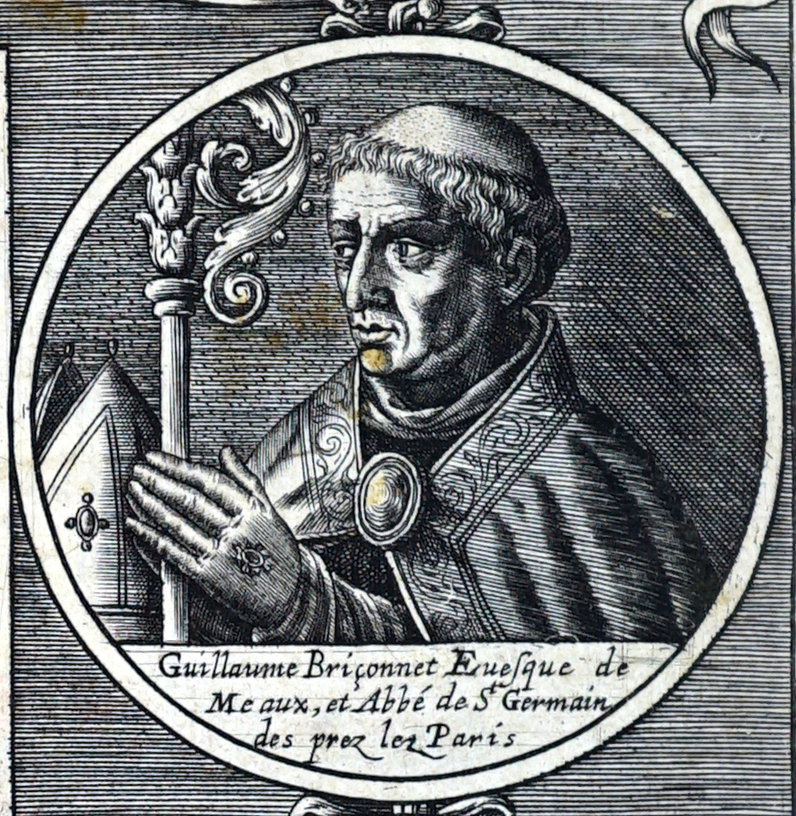
Guillaume Briçonnet, gravure de 1621.

En 1521, il devient le directeur spirituel de la sœur du roi de France, Marguerite, reine de Navarre. La même année, il attire autour de lui plusieurs théologiens et prédicateurs, dont notamment Lefèvre d’Étaples, Guillaume Farel, Gérard Roussel, Josse Clichtove, l’hébraïsant François Vatable, Martial Mazurier, Michel d'Arande, Pierre Caroli, prédicateur célèbre, et Jean Lecomte de Lacroix. Ils constituent l’école ou le cénacle de Meaux, foyer de réflexion et de réforme de l’Église de Meaux. Il s'agit de retourner aux sources du christianisme, vers l'enseignement originel du Christ en répandant le Nouveau Testament en français : on « délatinise » les textes évangéliques. Les Cordeliers sont interdits de chaire.
Il crée une imprimerie à Meaux, qui publie les ouvrages de Lefèvre d’Étaples : Commentaires des quatre évangiles (en latin) en 1522, Ancien Testament (en français), Homélies, Épîtres, Évangiles, Actes des Apôtres (1523), et Psaumes (1524). Les textes sont débarrassés de tout apparat critique, et dédicacés au peuple des fidèles chrétiens. Des commentaires sont faits de ces textes, devant des petits groupes de personnes ayant un peu d’éducation. Des prières en langue simple sont imprimées à destination du peuple, ainsi que des ouvrages de vulgarisation à partir de 1525. Les prêches, qui changent (on ne menace plus de l'Enfer, on ne quête plus à la fin), ont du succès. La Picardie voisine, la Thiérache, le monastère de Livry-en-Aulnoy sont touchés et ce, alors que les thèses de Luther ne sont pas connues en France.
Il s’attire l’hostilité des Cordeliers (privés du produit de leurs quêtes) et de la Sorbonne. En avril 1521, les thèses de Luther sont condamnées par la Sorbonne. Clichtove fait défection (il rédige un ouvrage sur le culte des saints, proclame que « l’intelligence des laïcs ne pourra jamais comprendre le sens sublime enfermé dans les livres divins » que les plus doctes ont peine à comprendre). En octobre 1523, Briçonnet interdit les livres de Luther dans son diocèse, et renvoie Farel, trop violent dans ses prêches, en 1524, afin de pouvoir continuer son travail de diffusion de l’Évangile. À ses frais, il veille à faire faire des lectures publiques de la Bible, et fait distribuer les traductions, qui gagnent la Normandie, la Champagne, la vallée de la Loire.

### Début des persécutions
Mais un procès est ouvert devant la Sorbonne par les Cordeliers, qui l’accusent de permettre à l’hérésie de se répandre. Par mesure d’apaisement, Briçonnet autorise à nouveau les Cordeliers à prêcher, demande à ses curés de restaurer le culte des saints et de la Vierge, interdit les prêches aux plus extrêmes, et prend sous sa protection personnelle les statues et images de saints. Jean Leclerc, un cardeur de laine converti aux idées nouvelles, est fouetté pour avoir placardé des affiches hostiles au pape.

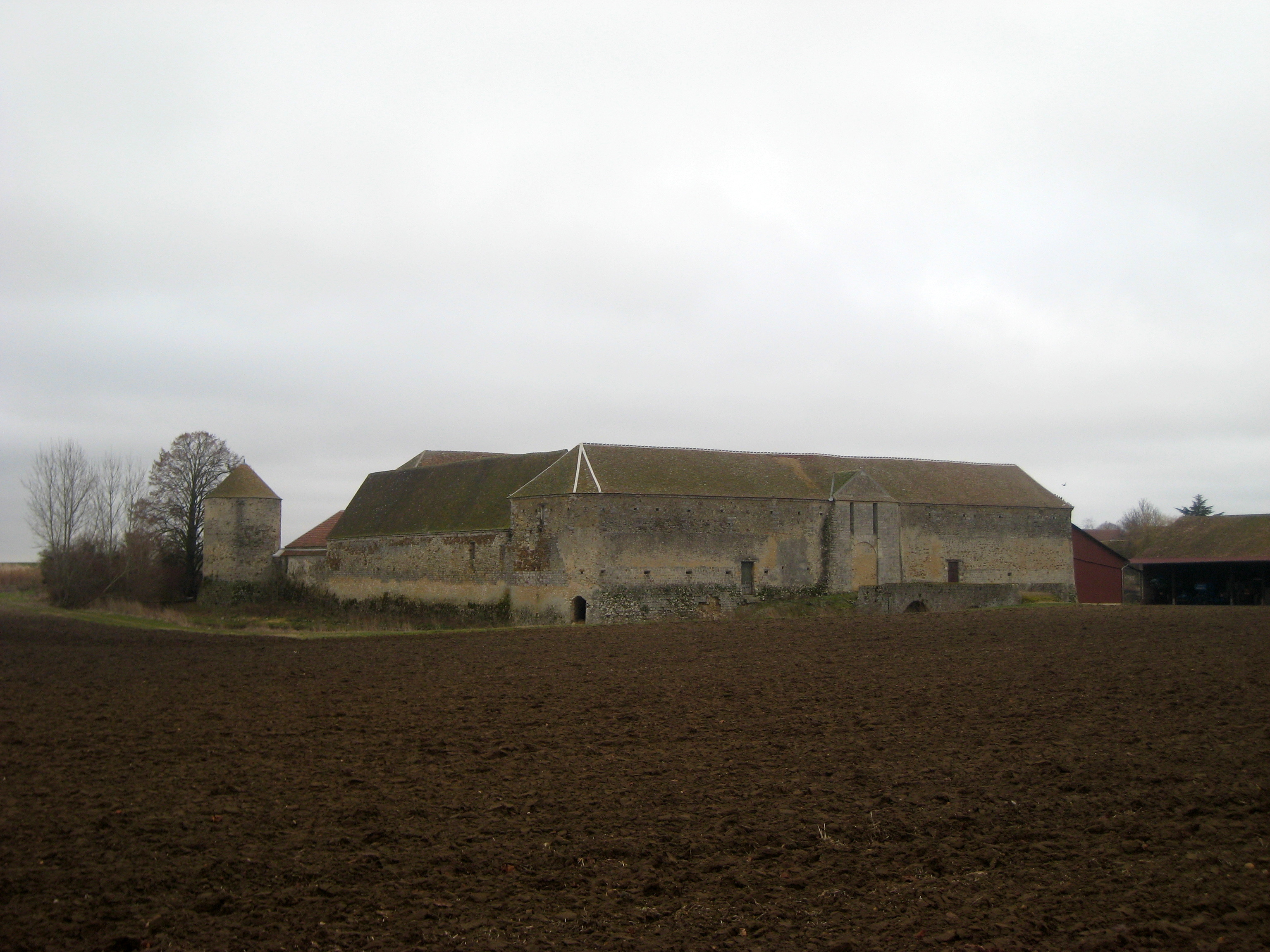
Le château d'Esmans.

Mais après la défaite de Pavie, le roi est prisonnier et ne protège plus l’évêque de Meaux. En mai, une bulle du pape autorise un groupe de trois théologiens de la Sorbonne et d’un curé à traquer l’hérésie : Jacques Pauvant est arrêté, se rétracte, est libéré, puis brûlé après avoir repris ses prêches. D’autres membres du groupe sont arrêtés ou doivent s’enfuir.
D’autres habitants de Meaux sont condamnés à l’amende honorable en 1528, alors que deux évangélistes sont brûlés vifs à Paris, ainsi que Denis de Rieux à Meaux.
Guillaume Briçonnet est cependant innocenté. Toujours en 1528, il participe au synode de Paris qui condamne le luthéranisme.
En 1529-30 : Meaux devient la première paroisse protestante organisée de France[pas clair][réf. nécessaire]. En 1534 il meurt au château d'Esmans, près de Montereau-Fault-Yonne.

## Mécénat
Il soutient les lettres, et enrichit la bibliothèque de Saint-Germain des Prés. Il traduit lui-même en français les Contemplationes Idiotae de amore divino ou Contemplations de Raymond Jourdain en l’honneur de la Vierge, qu’il dédie à l’abbesse de Faremoutiers en 1519.
Foyer de prédication, cet épicentre, précurseur du « réformisme », eut une grande influence sur les humanistes et les écrivains de cette génération tels Marot et Rabelais.

## Famille
Second fils de Guillaume Briçonnet, archevêque de Narbonne puis de Reims et cardinal, et de Raoulette de Beaune. Il a pour frère aîné Jean (†1559) et pour cadets Denis, évêque de Lodève puis de Saint-Malo, une sœur Catherine épouse Jacques Bohier, et Nicolas (†1529). Robert Briçonnet, son oncle, a été aussi un ecclésiastique, évêque de Fréjus puis abbé d'Arras.